# Gianpaolo Mondini
Gianpaolo Mondini (Faenza, 15 juli 1972) is een Italiaans voormalig wielrenner.

## Belangrijkste overwinningen
1996
- 7e etappe Ronde van Polen

1997
- 2e etappe Ronde van Zweden
- Eindklassement Ronde van Zweden

1998
- GP Industria e Commercio Artigianato Carnaghese

1999
- 1e etappe Ronde van Polen
- 18e etappe Ronde van Frankrijk

2003
- Italiaans kampioen tijdrijden, Elite

## Resultaten in voornaamste wedstrijden
| Jaar | Ronde van Italië | Ronde van Frankrijk | Ronde van Spanje |
| ---- | ---------------- | ------------------- | ---------------- |
| 1997 | 67e              |                     |                  |
| 1999 |                  | 81e (1)             |                  |
| 2000 | 109e             |                     |                  |
| 2001 | 74e              |                     |                  |
| 2003 | buiten tijd      |                     | 131e             |

| Jaar | Milaan-San Remo | Gent-Wevelgem | Ronde van Vlaanderen | E3 Harelbeke |
| ---- | --------------- | ------------- | -------------------- | ------------ |
| 1997 |                 |               |                      |              |
| 1999 | 155e            | 42e           | 38e                  |              |
| 2000 |                 |               |                      | 8e           |
| 2001 | 159e            |               |                      |              |
| 2003 |                 |               |                      |              |